# إيه إم سي بانكراتيون
إيه إم سي بانكراتيون (بالإنجليزية: AMC Pankration)‏ هي صالة ألعاب رياضية للفنون القتالية المختلطة مقرها في وودإنفيل، واشنطن. تشتهر الصالة الرياضية بإنتاج بطل يو إف سي لوزن الذبابة، ديمتريوس جونسون، بالإضافة إلى مقاتلين آخرين رفيعي المستوى.